# Johann Balthasar Bullinger
Pour les articles homonymes, voir Bullinger.

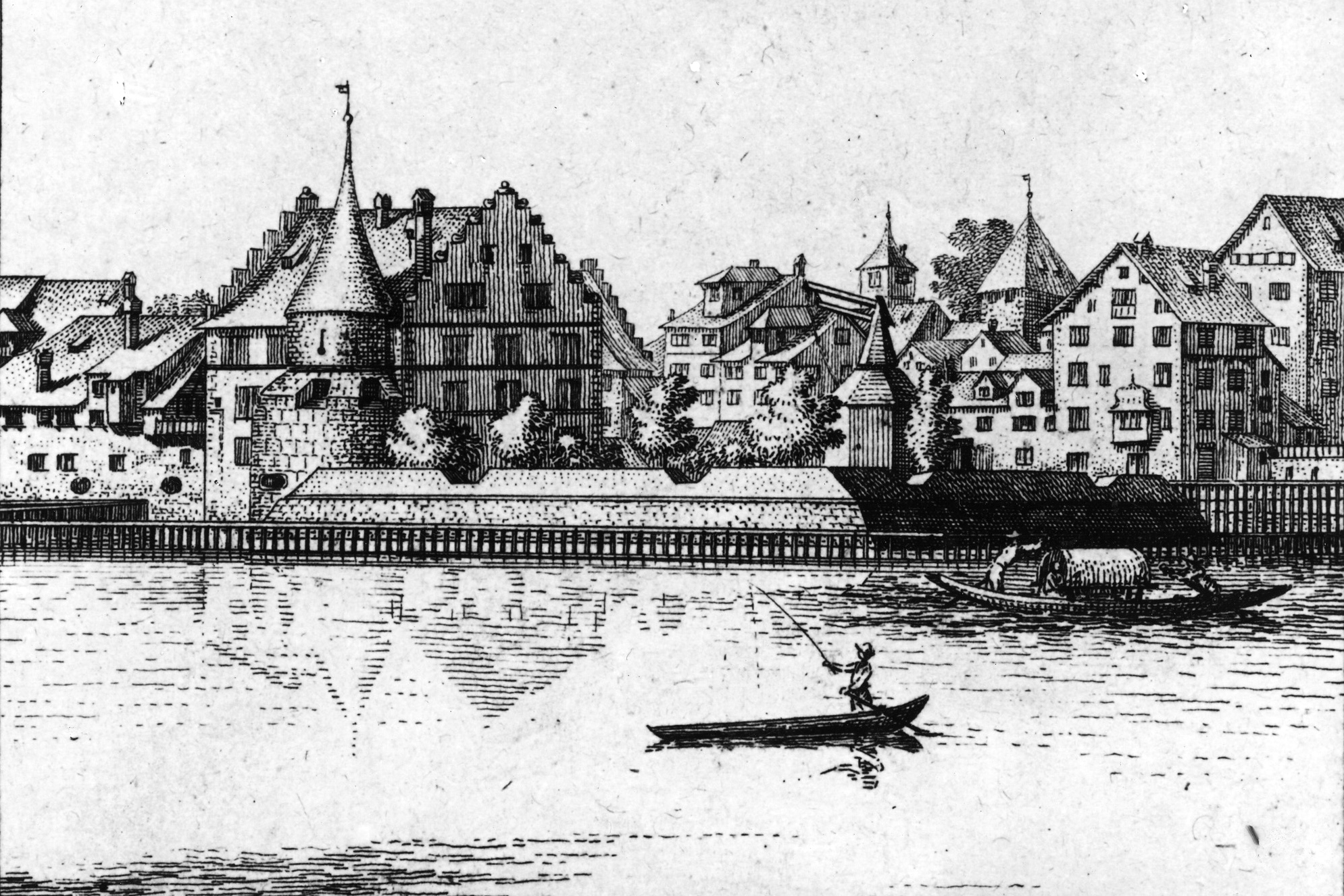
Dessin de Johann Balthasar Bullinger montrant la Bauschänzli en 1770.

Johann Balthasar Bullinger (30 novembre 1713, Langnau am Albis – 31 mars 1793, Zurich) est un peintre de paysages, dessinateur, graveur et collectionneur d'art suisse.

## Biographie
Johann Balthasar Bullinger naît le 30 novembre 1713 à Langnau am Albis.
Il est le fils de Heinrich Bullinger, un ecclésiastique. Il est un élève de Johann Melchior Füssli et puis de Johannes Simler, avec qui il étudie la peinture et la gravure. Il va ensuite à Venise, porteur d'une lettre de présentation à Anton Maria Zanetti, qui le présente à Tiepolo, dans l'atelier duquel il travaille de 1732 à 1735. Il est d'abord tenté par la peinture historique, mais se tourne ensuite vers des paysages, réalisant ses premiers travaux dans le genre de Steinbrugg en 1736. En 1737, il travaille en tant que portraitiste à Neuchâtel. Il passe les années entre 1738 et 1741 à Amsterdam, où son travail évolue sous l'influence d'artistes néerlandais comme Jan Both et Nicolaes Berchem. Bullinger créé également le plafond et les peintures murales de la Zunfthaus zur Meisen, une maison de guilde à présent un musée de la faïence qui est construit au Münsterhof plaza à Zürich en 1757.
Il est mort à Zurich en 1793.

## Gravures
Il a gravé plusieurs plaques dans un style de peinture :
- Le Portrait de J. B. Bullinger ; se ipse fec.
- Un Frontispice, avec un certain nombre de Génies.
- Deux Paysages Montagneux, avec des chiffres.
- Un ensemble de cinquante paysages ; certains de ses propres dessins, et les autres après J. F. Ermels et F. Meyer.
- Une Tête ; après Le Brun, gravé par Lavater.